# Belfield
Belfield è un centro abitato (city) degli Stati Uniti d'America, situato nella Contea di Stark, nello Stato del Dakota del Nord. Nel censimento del 2000 la popolazione era di 866 abitanti. La città è stata fondata nel 1883. Appartiene all'area micropolitana di Dickinson.

## Geografia fisica
Secondo i rilevamenti dell'United States Census Bureau, la località di Belfield si estende su una superficie di 2,8 km², tutti occupati da terre. Il territorio comunale è attraversato dalle acque del fiume Hearth.

## Popolazione
Secondo il censimento del 2000, a Belfield vivevano 866 persone, ed erano presenti 235 gruppi familiari. La densità di popolazione era di 309 ab./km². Nel territorio comunale si trovavano 439 unità edificate. Per quanto riguarda la composizione etnica degli abitanti, il 97,69% era bianco, lo 0,23% era afroamericano, lo 0,23% era nativo, lo 0,23% proveniva dall'Asia e l'1,62% apparteneva a due o più razze. La popolazione di ogni razza ispanica corrispondeva all'1,39% degli abitanti.
Per quanto riguarda la suddivisione della popolazione in fasce d'età, il 27,6% era al di sotto dei 18, il 6,5% fra i 18 e i 24, il 28,6% fra i 25 e i 44, il 20,6% fra i 45 e i 64, mentre infine il 16,7% era al di sopra dei 65 anni di età. L'età media della popolazione era di 38 anni. Per ogni 100 donne residenti vivevano 104,2 maschi.